# 下迪站
下迪站是一个侯西线上的铁路车站，位于山西省运城市稷山县下迪乡，建于1985年，曾为四等站，2013年关闭，邮政编码为043201。本站停用前客运：办理旅客乘降；不办理行李、包裹托运；货运：办理整车货物发到。